# Stenonychosaurus
Stenonychosaurus (significado: "lagarto de garra estreita") é um gênero de dinossauro troodontídeo do Cretáceo Superior encontrado na Formação Dinosaur Park, em Alberta, Canadá. A única espécie, S. inequalis, foi nomeada por C.M. Sternberg em 1932, baseado em um pé, fragmentos da mão, e algumas vértebras caudais do Cretáceo de Alberta. S. inequalis foi reclassificado em 1987 por Phil Currie no gênero Troodon, mas foi removido deste gênero em 2017 por Evans et al., e posteriormente no mesmo ano por Van der Reest e Currie, tornando Stenonychosaurus um nome válido novamente.